# Louisa-Gross-Horwitz-Preis
Der Louisa-Gross-Horwitz-Preis für Biologie oder Biochemie (Louisa Gross Horwitz Prize for Biology or Biochemistry) ist ein amerikanischer Wissenschaftspreis, der jährlich von der Columbia University für besonders herausragende Leistungen auf dem Gebiet der Biologie oder Biochemie vergeben wird.
Der Preis wurde durch eine Stiftung von S. Gross Horwitz begründet und ist zu Ehren seiner Mutter, Tochter des Chirurgen Samuel D. Gross, benannt. Der Preis wurde erstmals 1967 vergeben.
Der Louisa Gross Horwitz-Preis zählt zu den angesehensten Wissenschaftspreisen Amerikas. Von den 118 Preisträgern erhielten (Stand: Oktober 2024) 57 später einen Nobelpreis, 46 den Nobelpreis für Physiologie oder Medizin und 11 den Nobelpreis für Chemie. Pierre Chambon wurde zweimal ausgezeichnet, 1999 und 2018.

## Preisträger
- 1967 Luis Federico Leloir
- 1968 Har Gobind Khorana, Marshall Warren Nirenberg
- 1969 Max Delbrück, Salvador Edward Luria
- 1970 Albert Claude, George Emil Palade, Keith R. Porter
- 1971 Hugh Esmor Huxley
- 1972 Stephen W. Kuffler
- 1973 Renato Dulbecco, Harry Eagle, Theodore Puck
- 1974 Boris Ephrussi
- 1975 Sune Bergström, Bengt Ingemar Samuelsson
- 1976 Seymour Benzer, Charles Yanofsky
- 1977 Michael Heidelberger, Elvin A. Kabat, Henry G. Kunkel
- 1978 David H. Hubel, Vernon Mountcastle, Torsten N. Wiesel
- 1979 Walter Gilbert, Frederick Sanger
- 1980 César Milstein
- 1981 Aaron Klug
- 1982 Barbara McClintock, Susumu Tonegawa
- 1983 Stanley Cohen, Viktor Hamburger, Rita Levi-Montalcini
- 1984 Michael Stuart Brown, Joseph Leonard Goldstein
- 1985 Donald D. Brown, Mark Ptashne
- 1986 Erwin Neher, Bert Sakmann
- 1987 Günter Blobel
- 1988 Thomas R. Cech, Phillip Allen Sharp
- 1989 Alfred Goodman Gilman, Edwin Gerhard Krebs
- 1990 Stephen Harrison, Michael Rossmann, Don Craig Wiley
- 1991 Richard R. Ernst, Kurt Wüthrich
- 1992 Christiane Nüsslein-Volhard, Edward B. Lewis
- 1993 Nicole Le Douarin, Donald Metcalf
- 1994 Philippa Marrack, John W. Kappler
- 1995 Leland H. Hartwell
- 1996 Clay Armstrong, Bertil Hille
- 1997 Stanley Prusiner
- 1998 Arnold J. Levine, Bert Vogelstein
- 1999 Pierre Chambon, Robert G. Roeder, Robert Tjian
- 2000 H. Robert Horvitz, Stanley J. Korsmeyer
- 2001 Avram Hershko, Alexander Varshavsky
- 2002 James Rothman, Randy Schekman
- 2003 Roderick MacKinnon
- 2004 Tony Hunter, Anthony Pawson
- 2005 Ada Yonath
- 2006 Roger D. Kornberg
- 2007 Joseph G. Gall, Elizabeth Blackburn, Carol W. Greider
- 2008 Franz-Ulrich Hartl, Arthur Horwich und Ehren-Horwitz-Preis für Rosalind Franklin
- 2009 Victor Ambros, Gary Ruvkun
- 2010 Thomas J. Kelly, Bruce Stillman
- 2011 Jeffrey C. Hall, Michael Rosbash, Michael W. Young
- 2012 Richard Losick, Joe Lutkenhaus, Lucy Shapiro
- 2013 Edvard Moser, May-Britt Moser, John O’Keefe
- 2014 James P. Allison
- 2015 S. Lawrence Zipursky
- 2016 Howard Cedar, Aharon Razin, Gary Felsenfeld
- 2017 Jeffrey I. Gordon
- 2018 Pierre Chambon, Ronald M. Evans, Bert O’Malley
- 2019 Lewis C. Cantley, David M. Sabatini, Peter K. Vogt
- 2020 Robert Fettiplace, A. James Hudspeth, Christine Petit
- 2021 Katalin Karikó, Drew Weissman
- 2022 Karl Deisseroth, Peter Hegemann, Gero Miesenböck
- 2023 Zhijian Chen, Glen Barber
- 2024 Scott D. Emr, Wesley I. Sundquist